# 王愈
王愈，字希贤，焦作人，明朝政治人物、進士出身。

## 生平
永乐十五年（1417年）鄉試丁酉科中舉；永乐十六年，登戊戌科进士三甲，赐同进士出身，任江西省监察御史，因刚直不避权贵，忤逆被杀，后平反。

## 家族
父王铎；为第三子。有弟王懋。